# محمد بن سلیم
محمد بن سلیم (انگلیسی: Mohammed Ben Sulayem؛ زادهٔ ۱۲ نوامبر ۱۹۶۱) راننده رالی، و کارآفرین اهل امارات متحده عربی است.
او هم‌اکنون ریاست فدراسیون بین‌المللی اتومبیل‌رانی یا فیا را به عهده دارد.
او یک راننده سابق رالی است و یکی از موفق‌ترین رانندگان مسابقات قهرمانی رالی خاورمیانه است که ۱۴ عنوان قهرمانی را در این مسابقات به دست آورده است. در سال ۲۰۰۵، او به عنوان رئیس سازمان موتورسواری امارات منصوب شد و نماینده امارات متحده عربی در فیا بود. در سال ۲۰۰۸، به عنوان نایب رئیس ورزش و عضو شورای جهانی ورزش‌های موتوری فیا انتخاب شد. او نقش کلیدی در سازماندهی اولین جایزه بزرگ ابوظبی در سال ۲۰۰۹ داشت. در سال ۲۰۱۲، او از اعضای بنیان‌گذار و رئیس شورای عربی تورینگ و باشگاه‌های خودرو فیا بود. در دسامبر ۲۰۲۱، او به عنوان رئیس فدراسیون بین‌المللی اتومبیل‌رانی (فیا) منصوب شد و جانشین ژان تاد شد.
در سپتامبر ۲۰۲۴، او به عنوان سفیر سازمان ملل متحد برای گردشگری پایدار در دسته ورزش منصوب شد تا از تلاش‌های او در ادغام ابتکارات پایداری در موتورسواری جهانی قدردانی شود.

## اوایل زندگی و تحصیلات
او در ۱۲ نوامبر ۱۹۶۱ در دبی، ایالات متصالح (اکنون امارات متحده عربی) به دنیا آمد. وی در دانشگاه آمریکایی در واشنگتن دی. سی. به تحصیل در رشته بازرگانی پرداخت و با مدرک کارشناسی فارغ‌التحصیل شد.

## حرفه‌ی شغلی
در سال ۲۰۰۵، او به عنوان رئیس سازمان موتورسواری امارات و نماینده امارات متحده عربی در فیا منصوب شد. در سال ۲۰۰۸، به عنوان نایب رئیس ورزش و عضو شورای جهانی ورزش‌های موتوری فیت انتخاب شد و نقش کلیدی در سازماندهی اولین جایزه بزرگ ابوظبی در سال ۲۰۰۹ داشت. در سال ۲۰۱۲، او از اعضای بنیان‌گذار و رئیس شورای فرعی فیا، شورای عربی تورینگ و باشگاه‌های خودرو بود.
در ژوئن ۲۰۱۳، به عنوان رئیس کارگروه توسعه ورزش‌های موتوری جدید منصوب شد که توسط فیا برای تهیه یک برنامه ده ساله برای توسعه جهانی ورزش تأسیس شده بود. در دسامبر ۲۰۲۱، او به عنوان رئیس فدراسیون بین‌المللی اتومبیل‌رانی منصوب شد و جانشین ژان تاد شد.